# Пантеліс Кафес
Пантеліс Кафес (грец. Παντελής Καφές, нар. 24 червня 1978, Верія) — грецький футболіст, що грав на позиції опорного або центрального півзахисника. Відомий виступами за клуби ПАОК, «Олімпіакос» та АЕК, а також національну збірну Греції. П'ятиразовий володар Кубка Греції. Дворазовий чемпіон Греції. У складі збірної — чемпіон Європи. Відомий також тим, що у більшості клубів, за які виступав футболіст, вибирав собі футболку із номером «1», відбираючи її у воротарів команди.

## Клубна кар'єра
У дорослому футболі дебютував 1995 року виступами за команду другого грецького дивізіону «Понтіої Веріас», в якій провів два сезони, взявши участь у 51 матчі чемпіонату. Після сезону 1995—1996 року клуб вилетів у третій дивізіон, але Кафес, як один із найкращих футболістів команди, зацікавив найсильніші грецькі клуби, та отримав пропозицію від салонікського клубу ПАОК.
До складу ПАОК Пантеліс Кафес приєднався у січні 1997 року. Відіграв за клуб із Салонік наступні шість сезонів своєї ігрової кар'єри. Більшість часу, проведеного у складі ПАОКа, був основним гравцем команди. У складі клубу двічі став володарем Кубку Греції. Після другої перемоги у фіналі кубку ПАОКа над найсильнішою на той час командою Греції — пірейським «Олімпіакосом», Пантеліс Кафес отримав запрошення від пірейського клубу. Саме у той час у футболіста виникла суперечка із салонікським клубом щодо виконання ним контрактних зобов'язань, і Кафес вирішив покинути ПАОК та прийняти пропозицію пірейців.
Із початку сезону 2003—2004 років Пантеліс Кафес розпочав виступи у складі «Олімпіакоса». У складі пірейського клубу футболіст провів наступні три роки своєї кар'єри гравця. Граючи у складі «Олімпіакоса» також здебільшого виходив на поле в основному складі команди. За цей час двічі виборював титул чемпіона Греції та двічі ставав володарем національного кубку, разом із командою зробивши два «золоті дублі» поспіль.
З початку сезону 2006—2007 років Пантеліс Кафес став гравцем клубу АЕК. Тренерським штабом нового клубу також розглядався як гравець «основи». У сезоні 2009—2010 року обирався капітаном команди. У складі клубу став володарем Кубку Греції сезону 2010—2011 років.
У 2012 році контракт Кафеса із АЕКом завершився, і він вирішив спробувати свої сили в закордонному клубі. Грецький півзахисник побував на перегляді в шотландському «Рейнджерсі», але саме тоді в титулованого клубу з Глазго розпочались фінансові проблеми, і грек вирішив повернутись на батьківщину, де продовжив ігрову кар'єру у клубі «Верія» зі свого рідного міста, за команду якого виступав протягом сезону 2012—2013 років. У лютому 2013 року Кафес знову виявив бажання продовжити свою кар'єру за кордоном, та побував на перегляді у клубі MLS «Філадельфія Юніон», проте перебування за океаном не завершилось підписанням контракту, і футболіст повернувся на батьківщину. По закінченню чемпіонату Греції 2012—2013 Пантеліс Кафес завершив ігрову кар'єру.

## Виступи за збірну
Пантеліс Кафес із 17 років залучався до ігор за молодіжну збірну Греції, за яку зіграв 17 матчів, та відзначився 3 забитими м'ячами. У квітні 2001 року дебютував в офіційних матчах у складі національної збірної Греції у грі проти збірної Хорватії. Протягом кар'єри у національній команді, яка тривала 11 років, провів у формі головної команди країни 41 матч, забивши 3 голи.
У складі збірної був учасником чемпіонату Європи 2004 року у Португалії. Хоча Кафес жодного разу не виходив на поле у фінальному турнірі, а постійно знаходився у запасі «галлано-лефкі», він разом з усією командою здобув у цьому розіграші титул континентального чемпіона. Пантеліс Кафес також був у складі команди Греції на Кубку конфедерацій 2005 року у Німеччині, але також не виходив на поле.

## Титули і досягнення
- Володар Кубка Греції (5):

ПАОК: 2000-01, 2002-03
«Олімпіакос»: 2004-05, 2005-06
АЕК: 2010-11
- Чемпіон Греції (2):

«Олімпіакос»: 2004–2005, 2005–2006
- Чемпіон Європи (1):

2004